# Vallée Sessera
La Vallée Sessera (dit aussi Val Sessera ou Valsessera) est une vallée du Piémont en province de Biella et de Verceil. Elle prend le nom du torrent Sessera, un affluent de la Sesia.

## Description

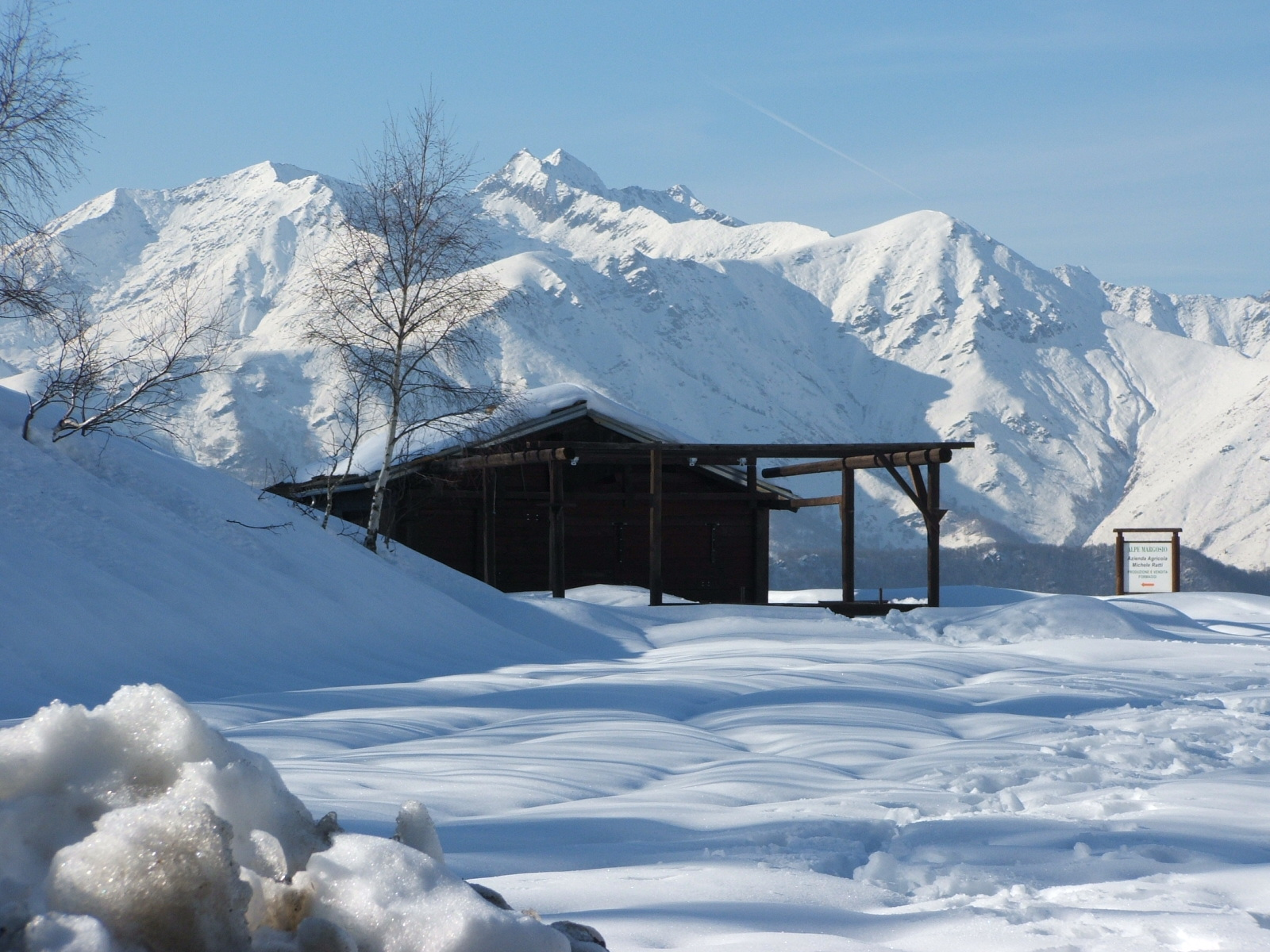
Les montagnes de la Vallée Sessera en hiver, Bielmonte

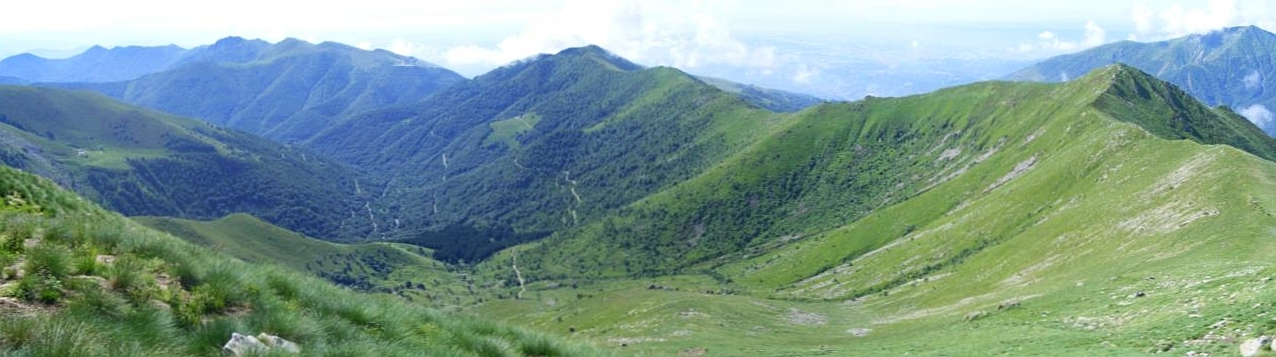
Vue sur la Vallée Sessera à partir de la Cima delle Guardie.

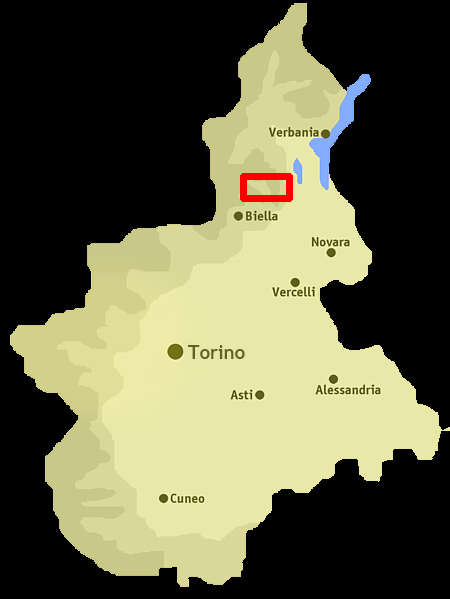
Localisation de la Vallée Sessera dans le Piémont.

La vallée confine à nord avec la Valsesia, à ouest avec la Vallée Cervo et à sud avec la Vallée Strona. Le mont plus haut de la vallée est le Mont Bo (2 556 m).
La partie haute de la vallée n'a aucun village: il y a des alpages fréquentés par les bergers qui font la transhumance en été.
Au début de la vallée il y a deux sanctuaires, Novareia et Cavallero, reliés par le parcours CoEur - Au cœur des chemins d'Europe.

## Histoire
Ici au Moyen Âge se réfugiait Fra Dolcino et ses compagnons et pendant la Seconde Guerre mondiale les partisans de la Résistance se cachèrent dans la vallée.

## Protection de la nature
L'Oasi Zegna, une aire touristique protégée, s'étend dans la vallée. 
La vallée, avec une partie de la Vallée Cervo, a été déclaré site d'importance communautaire (SIC) par le réseau Natura 2000 Val Sessera (code IT1130002), de 10 786,73 hectares.
Très important est la présence dans la zone d'un coléoptère endémique Carabus olympiae.

## Tourisme
Le centre touristique plus important est la station de ski de Bielmonte, à l'est du Col de Sessera.